# Misery (boek)
Misery is een roman van de schrijver Stephen King. De eerste druk van het boek werd uitgegeven in 1987. Het boek gaat over de romanschrijver Paul Sheldon, die gegijzeld wordt door een krankzinnige fan. Het boek is verdeeld in vier delen. 
King wilde het boek oorspronkelijk uitbrengen onder zijn pseudoniem Richard Bachman, maar reeds voor de uitgave werd openbaar dat Bachman en King een en dezelfde waren.

## Inhoud

### Deel 1 - Annie
Paul Sheldon is een romanschrijver die vooral bekend is van zijn populaire boekenserie, Misery. Paul wil zich echter ontdoen van het romanpersonage om aan iets nieuws te beginnen. In het laatste Misery-boek: Misery's Kind laat hij Misery op haar kraambed sterven. Daarna begint hij aan een nieuw boek, getiteld: Snelle Wagens, dat over de ervaringen van een straatarme autodief gaat. Als hij zijn manuscript van het boek klaar heeft, rijdt hij naar zijn vakantiehuisje om dit te vieren. Onderweg breekt er een sneeuwstorm uit, waardoor Sheldon een ongeluk krijgt. Sheldon raakt ernstig gewond, wordt door een forse vrouw uit zijn autowrak gered en wordt door haar goed verzorgd. Als Sheldon bijkomt, stelt de vrouw zich voor als Annie Wilkes. Annie is verpleegster geweest en weet daarom goed hoe een gewonde te verzorgen. Annie belooft zijn familie te bellen. Sheldon merkt dat Annie hem verslaafd heeft gemaakt aan Novril, een goed verdovingsmiddel, waardoor hij erg afhankelijk van haar geworden is. Annie vraagt hem of ze zijn manuscript mag lezen, waar Sheldon haar toestemming voor geeft. Annie vindt het echter niet zo mooi, omdat het volgens haar te grof is. Daarnaast leest Annie ook Misery's kind, nog niet wetende dat haar favoriete romanpersonage gaat sterven. Als Annie hierachter komt, wordt ze woedend en laat ze Sheldon voor de eerste keer goed merken dat ze krankzinnig is. Ze bekent ook dat ze zijn familie niets heeft laten weten en hem bij haarzelf houdt. Sheldon wordt gedwongen het manuscript (en de enige versie) van Snelle Wagens te verbranden. Ook moet hij een vervolg op Misery's kind schrijven, waarin Misery weer tot leven komt.

### Deel 2 - Misery
Sheldon is begonnen aan het vervolg op Misery's kind: De terugkeer van Misery. Zodra Sheldon zich in een rolstoel kan voortbewegen, kan hij uit zijn kamer ontsnappen wanneer Annie weg is. Van een van zijn verkenningstochten, maakt Sheldon gebruik om een flinke voorraad Novril-pillen in te slaan, waardoor hij minder afhankelijk is van Annie. Op een andere tocht door Annies huis, ontdekt hij een plakselboek waarin allerlei sterfgevallen voorkomen, waarbij Annie betrokken was. Dit overtuigt Sheldon ervan dat Annie een doorgewinterde moordenares is.

### Deel 3 - Paul
Als Annie erachter komt dat Sheldon verschillende malen zijn kamer verlaten heeft, hakt ze zijn linkervoet af en brandt ze de wond dicht met een gasbrander. Inmiddels doet de politie onderzoek naar Sheldons verdwijning. Er komt een politieman naar Annies huis om navraag te doen. Sheldon trekt zijn aandacht, maar voordat de agent iets kan doen wordt hij op gruwelijke wijze door Annie vermoord. Na deze moord komen er nog twee agenten naar Annies huis om navraag te doen. Sheldon durft ze niet te waarschuwen, omdat hij vreest voor het leven van de agenten en zijn eigen leven. Annie komt weer in de publiciteit. Aangezien ze eerder beticht werd van moord, denkt nu iedereen dat ze een moordenares is. Annie krijgt daarom de bijnaam, De Drakenvrouw. Omdat Annie vreest voor meer politie, maakt ze aanstalten om Sheldon en haarzelf te vermoorden. Maar eerst wil ze nog het nieuwe Misery-boek lezen: De terugkeer van Misery. Sheldon besluit Annie door een list te verschalken. Hij steekt het manuscript van De terugkeer van Misery in brand (later blijkt dit een nep-manuscript te zijn). Als Annie het wil blussen, maakt Sheldon van haar onoplettendheid gebruik om haar neer te slaan met zijn typemachine. Annie is niet meteen bewusteloos, waardoor er een gevecht ontstaat tussen Annie en Sheldon. Sheldon propt daarbij haar mond vol met brandend papier. Annie raakt bewusteloos en Sheldon weet haar af te schudden, door het huis in te kruipen. Twee agenten komen naar Annies huis en vinden Sheldon. Annie wordt niet in de kamer gevonden. Later blijkt dat ze naar buiten is gekropen en geprobeerd heeft in de schuur een kettingzaag te pakken. Hiermee wilde ze Sheldon vermoorden. Annie overleed echter aan de verwondingen die ze had opgelopen, voordat ze de zaag kon bereiken.

### Deel 4 - Godin
Sheldon wordt uit het huis gered en naar de stad gebracht. Daar heeft hij de eerste weken veel nachtmerries over Annie, omdat hij ernstig getraumatiseerd is. Ook heeft hij een schrijversblok. Op het laatst krijgt hij echter inspiratie en begint hij een boek te schrijven over een jongen met een stinkdier.

## Achtergrond
Voordat King Misery schreef, schreef hij Ogen van de Draak, zijn eerste niet-horror boek. Veel van zijn fans verwierpen dit boek destijds omdat ze King enkel als horrorschrijver kenden en geen fantasy-verhalen van hem waren gewend. Deze reactie van zijn fans was voor King een inspiratiebron voor het personage Paul Sheldon, een schrijver die graag los wil breken van zijn vaste genre maar dit niet kan vanwege zijn fans. Stephen King droomde van een schrijver die door een fan gevangen wordt genomen, wordt gevild en aan een varken wordt gevoerd. Dit inspireerde hem tot het schrijven van de roman Misery. Ook King's alcolholisme en drugsverslaving, waar hij destijds nog sterk mee kampte en van af probeerde te kicken, vormde een inspiratiebron voor Misery".

## Bewerkingen
Het boek werd in 1990 onder dezelfde titel verfilmd, met James Caan en Kathy Bates in de hoofdrollen. Kathy Bates won voor haar rol als Annie Wilkes de Academy Award voor beste actrice.
Het boek is ook meerdere malen bewerkt voor toneel. Zo waren toneelstukken gebaseerd op het  boek te zien in 2005 in the Kings Head Theatre in Londen, met onder andere Michael Praed en Susan Penhaligon in de hoofdrollen, in 2007 in Athene en in 2012 in Dubai. In 2014 bewerkte stemacteur en theaterschrijver Florus van Rooijen het boek tot een Nederlandstalige 'feel bad'-musical, die op 7 augustus 2014 in première ging.